# السنة لعبد الله بن أحمد (كتاب)
كتاب السنة أو كتاب السنة والردُّ على الجهمية لـ عبد الله بن أحمد بن حنبل، هذا الكتاب يتناول عددا من موضوعات العقيدة كبعض المسائل في باب أسماء الله تعالى وصفاته والرد على الجهمية، وباب الإيمان والرد على المرجئة والخوارج، وباب القدر والقدرية، وفتنة الدجال، وعذاب القبر، وغيرها من المسائل.